# 神兵玄奇F
《神兵玄奇F》是鍾英偉編劇，曹志豪主筆編繪的香港漫畫作品，由玉皇朝出版發行。本作集合了神兵玄奇、天子傳奇、龍虎5世等眾多玉皇朝漫畫作品，以港漫少見的跨界作品形式，並引入平行世界、多元宇宙的概念，形成極大的世界觀。（須注意的是，從其他漫畫作品客串的人物，其經歷與原作或有若干差異，並非可完全當作同一角色看待。）漫畫發表順序則以清末篇、二戰篇、現代篇的方式不定期出版，但發行至二戰篇第10期(2009年)便中斷至今。而《神兵玄奇F》已經規劃的大世界觀，以及二戰篇的後續與結局，在鍾英偉多年後負責編劇的另一部漫畫作品皇朝君臨中，經過濃縮後作出了交待。

## 故事簡介
唐朝貞觀年間，武林神話·南宮問天現身於唐太宗·李世民面前，想要把能使人長壽不死的鳳凰之心轉讓予李世民……
時光飛逝，經歷不斷地改朝換代後，已來到清朝末年。自稱是獨孤星夜的男子，喪失了除名字以外的記憶，但出色的繪畫能力，讓他得以在華洋雜處的上海英租界維生。另一方面，南宮先生在英國倫敦，解救了被清廷所困的中國革命家孫文（孫中山），之後便告辭離去。走遍全世界的南宮，似乎是在尋找什麼……

## 世界觀
本作正式導入多元宇宙概念，但並非所有客串作品都來自不同的平行世界，以下將加以說明，並區分已出現的世界。
神兵正史
包含神兵玄奇第一、二、三部，神兵前傳系列等等。處於同一世界的其他作品則有天子傳奇系列、義勇門、霹靂狂龍、大聖王等。（亦包含沒有正式指名道姓的，出自醉拳、漫畫天龍八部、漫畫射鵰英雄傳的部分角色。）
超霸紀
與超霸世紀的世界觀類似，是一個近未來的時代。二戰篇時，該世界的主要角色因故，進入了神兵正史的世界。
天尊誕生的世界
類似龍虎5世的世界。一如原作，天尊為最後也最強的大魔王。
二戰後軸心國獲勝的世界
暫無其他作品客串的線索，只在其中出現疑似來自神兵正史的世界的角色。
類似笑傲星河的世界
被天尊毀滅的平行世界之一，只有原作主角傲星河露過臉。

## 人物介紹
南宮問天
本作主角，因體內擁有鳳凰之心，得以長生不死，更習得息壤煉金的能力，能製造出幾可亂真的仿神兵和仿魔兵，其兵器並擁有略遜於原版神魔兵的異能。在前傳第五輯，遇上亞薩神域的洛基後，更學會變身的能力。其後中國不斷改朝換代，也將各種未曾見過的武學學會。為女媧傳人，是消滅元祖天魔的重要人物，但因遇上天尊派來的偵察部隊，為不使自己的兒子魔化，而將自己徹底變成另一個人，甚至騙過了自己。
南宮太平
南宮問天之子，因具有天魔血統，得以長生不死，曾因天魔血統影響，欲擾亂人間，但在南宮問天的努力下，終於驅散其魔性。太平也能使用神兵異能和魔兵異能，但能發揮的魔兵異能威力大於神兵異能，他也能變化自己的外貌。曾與問天一同遇上天尊派來的偵察部隊，雖殲滅大多數的敵人，但也發現這些已死亡的敵人的力量會被自己所吸收，因而再度魔化。為避免這種情況發生，問天變化成玄天邪帝，將所有的力量吸引到自己身上。
1. ↑  .   [2024-06-29]. （原始内容存档于2024-06-29）.
2. ↑  《神兵玄奇 F－2》攻陷漫畫迷 （页面存档备份，存于），香港《蘋果日報》，2009-07-26